# Batenhorst (Adelsgeschlecht)

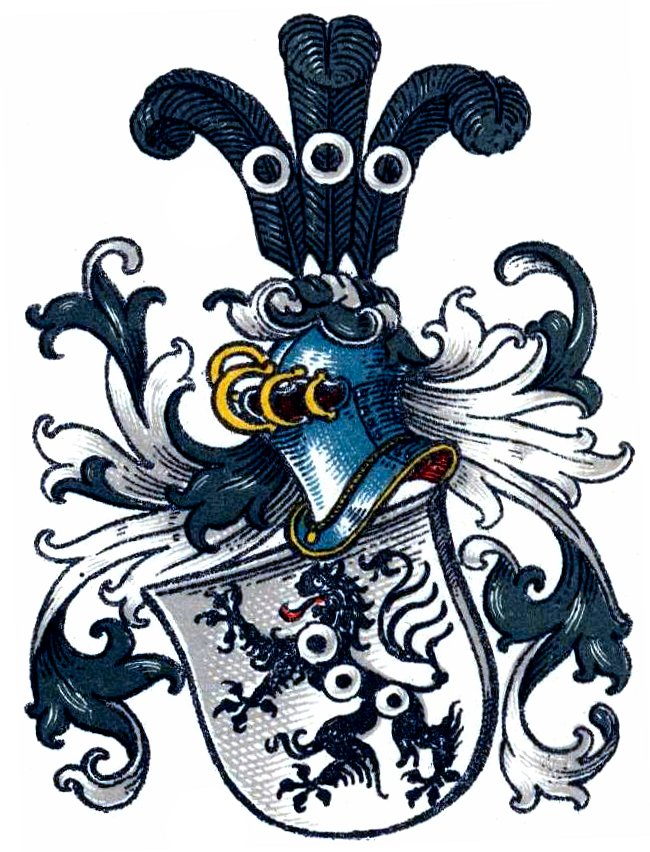
Wappen derer von Batenhorst

Die Herren von Batenhorst (auch: Batenhorst genannt Twiefeler, nur Twiefeler oder Zweifeler o. ä.) waren ein westfälisches Adelsgeschlecht.

## Geschichte
Der namensgebende Stammsitz des alten Rittergeschlechts lag in Batenhorst im Kirchspiel Wiedenbrück. Bereits 1221 erscheint ein Ritter Ekbertus de Battenhorst in einer Urkunde des Grafen Otto von Tecklenburg. Im 13. und 14. Jahrhundert besaß das Geschlecht Burgmannsgüter zu Burg Stromberg (1297, 1371), ferner 1375 pfandweise das Schloss Reckenberg  („Rädchenburg“) zu Wiedenbrück sowie 1360 Lehne zu Aschof im Kirchspiel Langenberg. Später, d. h. vom 15. bis in das 18. Jahrhundert, kommt die Familie in der Stadt Soest vor. Bereits in der 2. Hälfte des 15. Jahrhunderts waren die Batenhorst mit den altpatrizischen Lünen verschwägert. Ab ca. 1500 waren sie vielfach Ratsmitglieder. Um Mitte des 16. Jahrhunderts gelangten Mitglieder des Geschlechts auf den Soester Bürgermeisterstuhl:
- Anton von Batenhorst gen. Twifeler († 1575), Bürgermeister 1555–1557, 1560–1562, 1566–1568 und 1575
- Konrad von Batenhorst gen. Twifeler († 1625), Bürgermeister 1607/08, 1610–1612, 1617/18 und 1623–1625
- Albert von Batenhorst gen. Twifeler († 1640), Bürgermeister 1612–1614, 1621–1623 und 1625–1627

In Soest lag der Hauptbesitz der Familie am Hohen Wege. Außerdem hatte sie Streubesitz in der Soester Börde und Anteile am Salzwerk in Bad Sassendorf.
Kneschke berichtet basierend auf Ledebur, dass der Stamm des Geschlechts 1642 mit Catharina von Batenhorst gen. Twifeler, Ehefrau des Johann von Dael, Bürgermeister zu Soest, erlosch. Laut Spießen erlosch das Geschlecht dagegen erst 1733.

## Wappen
Blasonierung: In Silber ein schwarzer, mit drei silbernen Ringen beladener Löwe. Auf dem schwarz-silbern bewulsteten Helm mit drei schwarzen Straußenfedern, jede mit einem silbernen Ring belegt. Die Helmdecken in schwarz-silber.